# Avatele

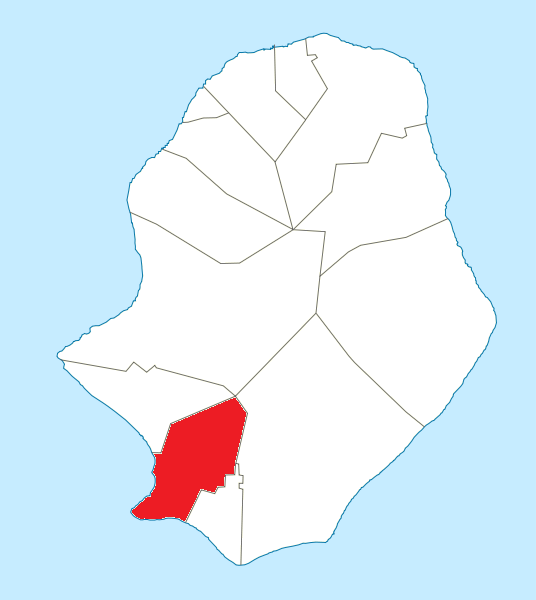
Położenie Avatele na wyspie Niue (2400 km od Nowej Zelandii)

Avatele – miejscowość na wyspie Niue (terytorium stowarzyszone z Nową Zelandią). Według danych ze spisu ludności w 2011 roku liczyła 139 mieszkańców – 71 kobiet i 68 mężczyzn. Trzecia co do wielkości miejscowość kraju.